# 水鉄里駅
水鉄里駅 （スチョルリえき）は、京畿道京城府城東区にかつて存在した朝鮮総督府鉄道の駅である。

## 路線
- 朝鮮総督府鉄道
  - 京元線

## 歴史
- 1935年1月16日 - 開業[1]。
- 1944年3月31日 - 廃駅[2]。

## 隣の駅
京元線
玉水駅 - 水鉄里駅 - 鷹峰駅